# Forever, Michael
Forever, Michael is het vierde studioalbum van Michael Jackson dat werd uitbracht door Motown op 16 januari 1975. Het album toont een verandering in het muziekgenre van de zestienjarige Jackson en bevat soul- en funkmateriaal. Het is het laatste album dat Jackson voor Motown uitbracht.
Het album hielp Jackson terug te keren naar de top 40, met de singles "We're Almost There" en "Just a Little Bit of You", geschreven door de broers Eddie en Brian Holland.
In 1981 bracht Motown het nummer "One Day in Your Life" uit als single, om te profiteren van het grote succes van zijn volgende album Off the Wall (1979) op Epic Records. De single bereikte de nummer 1-notering in het Verenigd Koninkrijk en werd daar de op vijf na best verkochte single van 1981.

## Tracklist
| Nr. | Titel                    | Schrijver(s)                       | Duur |
| --- | ------------------------ | ---------------------------------- | ---- |
| 1.  | We're Almost There"      | Edward Holland, Brian Holland      | 3:41 |
| 2.  | Take Me Back             | Edward Holland, Brian Holland      | 3:29 |
| 3.  | One Day in Your Life     | Sam Brown III, Renée Armand        | 4:15 |
| 4.  | Cinderella Stay Awhile   | Mack David, Michael Burnett Sutton | 3:11 |
| 5.  | We've Got Forever        | Elliot Willensky                   | 3:12 |
| 6.  | Just a Little Bit of You | E. Holland, B. Holland             | 3:14 |
| 7.  | You Are There            | Brown, Meitzenheimer, Yarian       | 3:23 |
| 8.  | Dapper-Dan               | Hal Davis, Willensky               | 3:08 |
| 9.  | Dear Michael             | Davis, Willensky                   | 2:37 |
| 10. | I'll Come Home to You    | Freddie Perren, Christine Yarian   | 3:05 |